# المخلدون (فلم)
الخالدون هو عمل خيالي 3 دي من إخراج تارسيم سينغ وبطولة هنري كافيل، فريدا بينتو، وميكي رورك.
يستند الفيلم إلى اساطير آليونانية والمحارب آليوناني ثيزيوس يحارب ضد جبابرة المسجونين.

## وصلات خارجية
- مقالات تستعمل روابط فنية بلا صلة مع ويكي بيانات
- الموقع الرسمي